# Burning Earth (альбом)

Burning Earth - це другий альбом грецької групи Firewind, випущений у 2003 році. Оригінальні ритмічні групи Brian Harris і Konstantine були замінені Stian Kristoffersen і Petros Christo відповідно. Це був останній альбом за участі вокаліста Stephen Fredrick, котрий полишив групу через кілька місяців після релізу. Burning Earth, був перероблений і перевипущений у Японії лейблом Hydrant Music у 2012 році.

## Оригінальна версія

### Список композицій
Усі копозиції створені Gus G. та Stephen Fredrick за винятком окремо зазначених
1. "Steal Them Blind"                             – 4:58
2. "I Am the Anger"  (Chastain, Gus G.) – 3:45
3. "Immortal Lives Young"                         – 6:50
4. "Burning Earth"   (Chastain, Gus G.) – 4:00
5. "The Fire and the Fury" (instrumental)    (Gus G.) – 5:24
6. "You Have Survived"                            – 5:26
7. "Brother's Keeper"                             – 4:40
8. "Waiting Still"                                – 4:04
9. "The Longest Day" (Chastain, Gus G.) – 5:20
10. "Still the Winds"                              – 2:13 (Japanese bonus track)

## Перероблена версія

### Список композицій
1. "Steal Them Blind"  	                        - 5:00
2. "I Am The Anger" 			        - 3:48
3. "Immortal Lives Young"			        - 6:47
4. "Burning Earth"                                - 4:02
5. "The Fire and The Fury"                        - 5:26
6. "You Have Survived"                            - 5:28
7. "Brother's Keeper"                             - 4:42
8. "Waiting Still"                                - 4:06
9. "The Longest Day"                              - 5:24
10. "Burning Earth (Demo)"                         - 4:05
11. "The Fire and The Fury (Demo)"                 - 5:23
12. "You Have Survived (Demo)"                     - 5:27

## Персони
Учасники гурту
- Stephen Fredrick – вокал
- Gus G. – гітара, клавішні
- Petros Christo – бас-гітара
- Stian L. Kristoffersen – ударні

## Зноски
1. ↑  allmusic.com Burning Earth standard edition, Cited 24 May 2008